# Le Bény-Bocage
Le Bény-Bocage, parfois appelée simplement Bény-Bocage, est une ancienne commune française, située dans le Bocage virois et dans le département du Calvados en région Normandie, devenue le 1er janvier 2016 une commune déléguée au sein de la commune nouvelle de Souleuvre en Bocage.
Elle est peuplée de 986 habitants.

## Géographie
À flanc d'une colline exposée au sud-ouest et contournée par la Souleuvre, Le Bény-Bocage est au cœur du Bocage virois. L'atlas de paysages de la Basse-Normandie partage la commune entre l'unité du Bassin de Vire caractérisée par « un ancien bocage fortement dégradé par les mutations agricoles » et un « habitat dispersé […] de schiste aux toits d’ardoise », au sud, et le synclinal bocain dont le paysage est caractérisé par des forêts de crêtes alternant avec des paysages ouverts aux larges panoramas, au nord. Son bourg est à 13 km au nord-est de Vire et à 23 km au sud-ouest de Villers-Bocage.
La route départementale 577 (ancienne route nationale 177) qui relie Vire à Caen, traverse l'est de la commune, mais ne passe pas par le bourg qui y est relié, du nord au sud, par les RD 109, 56 et 294.
Le GR de pays du Tour du Bocage virois (GR 221/221B) contourne le bourg à l'ouest et au nord où il emprunte la crête qui surplombe la Souleuvre.
L'essentiel du territoire communal donne ses eaux au petit ruisseau des Haises qui quitte la commune au sud-ouest et conflue sur la Vire un kilomètre plus loin. Le point culminant (262 m) se situe au nord, sur la crête au-dessus de la Foucardière. Le point le plus bas (84 m) correspond à la sortie du ruisseau des Haises du territoire, au sud-ouest.
La station météo la plus proche est celle de Caen-Carpiquet, à environ 40 km, dont les données sont comparables. La pluviométrie annuelle est cependant plus fournie au Bény et avoisine les 950 mm, et les hivers ordinairement plus neigeux, en raison du relief communément désigné par les météorologues « collines de Normandie ».
Les principaux lieux-dits sont, du nord-ouest à l'ouest, dans le sens horaire, la Saffrie, le Bourg, la Vallée Surville, la Porte Audry, la Heurtaudière, la Tostainerie, les Trois Maisons (au nord), le Hamel Bihet, la Houdière, les Fieffes, Sous le Mont, la Dépique, le Désert, Ronlieu (à l'est), la Ferronnière, la Foucardière, le Bas Hamel, la Vasnière, le Hamel Pin, le Hamel Aumont, la Tihardière, la Rivière, le Hutrel (au sud), la Ferme des Roques, Romesnil, les Haises, le Repas (à l'ouest), le Petit Château et la Grande Ferme.
| Le Tourneur (comm. nouv. de Souleuvre en Bocage), Carville (comm. nouv. de Souleuvre en Bocage) | Le Tourneur (comm. nouv. de Souleuvre en Bocage)    | Saint-Pierre-Tarentaine (comm. nouv. de Souleuvre en Bocage) |
| Carville (comm. nouv. de Souleuvre en Bocage)                                                   | du Bény-Bocage (comm. nouv. de Souleuvre en Bocage) | Saint-Charles-de-Percy (comm. nouv. de Valdallière)          |
| La Graverie (comm. nouv. de Souleuvre en Bocage)                                                | Le Reculey (comm. nouv. de Souleuvre en Bocage)     | Beaulieu (comm. nouv. de Souleuvre en Bocage)                |

## Toponymie
Le nom de la localité est attesté sous les formes Beneio au début du XIIe siècle, Beneium en 1202.
Le toponyme semble être issu d'un anthroponyme (Benos, Benius, Bennus) suivi du suffixe -acum/-acus.
Le déterminant locatif fait référence au bocage virois, la région naturelle dont la commune fait partie.
Le gentilé est Bény-Bocain.

## Histoire

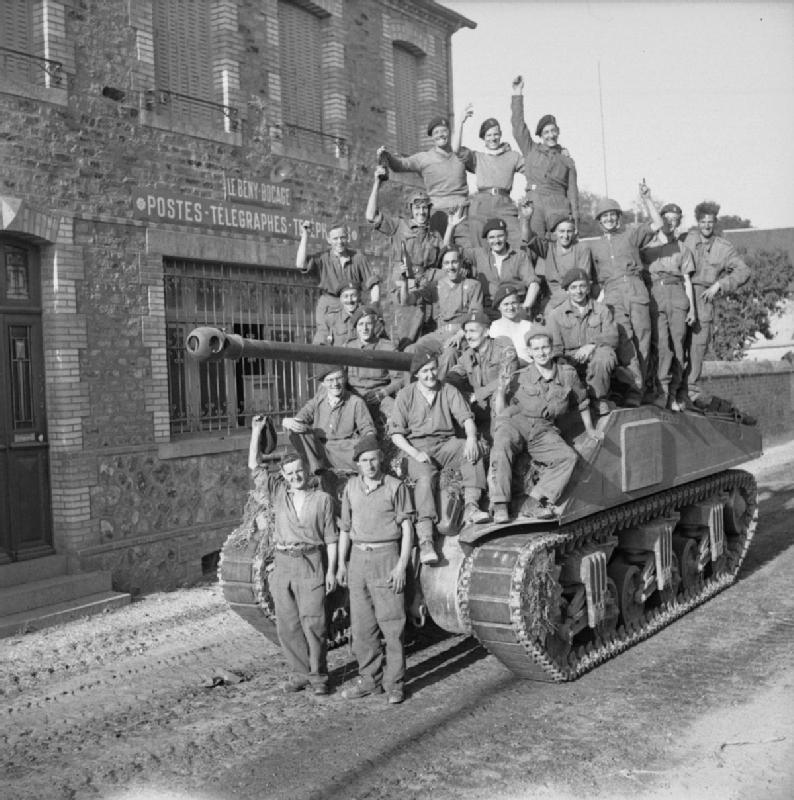
Soldats de la 11e DB posant sur un Sherman devant la poste du Bény.

Lors de la bataille de Normandie, Le Bény-Bocage est libéré le lendemain du coup d'éclat de la prise du pont, entre La Ferrière-Harang et Carville — nommé depuis pont du Taureau — par la 11e division blindée britannique, le 31 juillet 1944, épisode de l'opération Bluecoat. Les deux unités de cette division qui procédèrent à la libération du bourg furent le 3e régiment royal de chars et le 4e bataillon du King's Shropshire Light Infantry (en) (KSLI). L'accueil de la population fut particulièrement chaleureux, chaleur à laquelle les troupes de la 11e DB, qui avaient participé précédemment aux combats de la plaine de Caen, n'étaient pas habituées, s'il l'on en croit les propos du Rifleman Kingsmill, rapportés par Jean Brisset (« Les gens vont et viennent, ici et là, en tous sens, s'embrassent encore une fois, la mère et la fille, le mari et la femme, le soldat et la fille. […] C'est une vision formidable qui ne pourra jamais être effacée. »). L'objectif suivant fut la prise de position sur la nationale 177 à la Ferronnière et Cathéole.
Le 1er janvier 2016, Le Bény-Bocage intègre avec dix-neuf autres communes la commune de Souleuvre-en-Bocage créée sous le régime juridique des communes nouvelles instauré par la loi no 2010-1563 du 16 décembre 2010 de réforme des collectivités territoriales. Les communes de Beaulieu, Le Bény-Bocage, Bures-les-Monts, Campeaux, Carville, Étouvy, La Ferrière-Harang, La Graverie, Malloué, Montamy, Mont-Bertrand, Montchauvet, Le Reculey, Saint-Denis-Maisoncelles, Sainte-Marie-Laumont, Saint-Martin-des-Besaces, Saint-Martin-Don, Saint-Ouen-des-Besaces, Saint-Pierre-Tarentaine et Le Tourneur deviennent des communes déléguées et Le Bény-Bocage est le chef-lieu de la commune nouvelle.

## Politique et administration

### Tendances politiques et résultats
Candidats ou listes ayant obtenu plus 5 % des suffrages exprimés lors des dernières élections politiquement significatives :
- Présidentielle 2022[15](Résultats de Souleuvre en Bocage):
  - 1er tour  : Marine Le Pen (RN) : 30,87%, Emmanuel Macron (LREM) : 29,54%, Jean-Luc Mélenchon (LFI) : 16,67%,                                         Éric Zemmour (REC) : 4,59%, Valérie Pécresse (LR) : 3,93%, Yannick Jadot (EELV) : 3,33%, Jean Lassalle (RÉS) : 3,24%,                        Nicolas Dupont-Aignan (DLF) : 2,58%, Fabien Roussel (PCF): 1,83%, Anne Hidalgo (PS): 1,41%, Philippe Poutou (NPA) : 1,10%,             Nathalie Arthaud (LO) : 0,89%
  - 2e tour : Emmanuel Macron (LREM) 52,08%, Marine Le Pen (RN) 47,92%
- Européennes 2014[16] (42,32 % de votants) : FN (Marine Le Pen) 27,78 %, UMP (Jérôme Lavrilleux) 16,05 %, PS-PRG (Gilles Pargneaux) 13,27 %, EÉLV (Karima Delli) 10,49 %, UDI - MoDem (Dominique Riquet) 8,33 %, PFE (Cédric Suzanne, candidat tête de liste implanté dans le Bocage virois[17]) 5,86 %.
- Législatives 2012[18] :
  - 1er tour (57,65 % de votants) : Jean-Yves Cousin (UMP) 40,73 %, Alain Tourret (PRG) 39,87 %, Marie-Françoise Lebœuf (FN) 9,48 %.
  - 2e tour (60,34 % de votants) : Alain Tourret (PRG) 54,73 %, Jean-Yves Cousin (UMP) 45,27 %.
- Présidentielle 2012[19] :
  - 1er tour (82,64 % de votants) : François Hollande (PS) 29,70 %, Nicolas Sarkozy (UMP) 24,93 %, Marine Le Pen (FN) 18,96 %, François Bayrou (MoDem) 11,64 %, Jean-Luc Mélenchon (FG) 8,96 %.
  - 2e tour (83,01 % de votants) : François Hollande (PS) 50,87 %, Nicolas Sarkozy (UMP) 49,13 %.
- Européennes 2009[20] (37,74 % de votants) : Majorité présidentielle (Dominique Riquet) 22,71 %, LV (Hélène Flautre) 16,95 %, Centre-MoDem (Corinne Lepage) 14,24 %, PS (Gilles Pargneaux) 11,19 %, FN (Marine Le Pen) 9,49 %, DVD (Frédéric Nihous) 8,81 %.

### Administration municipale
| Période                                  | Période       | Identité            | Étiquette | Qualité           |
| ---------------------------------------- | ------------- | ------------------- | --------- | ----------------- |
| 1977                                     | 2001          | Jean-Claude Duchêne |           | Notaire           |
| 2001                                     | mars 2008     | Yves Cordon         | SE        | Chef d'entreprise |
| mars 2008                                | décembre 2015 | Jean-Pierre Raoult  | SE        | Retraité          |
| 2020                                     |               | Didier Vincent      | SE        | Agriculteur       |
| Les données manquantes sont à compléter. |               |                     |           |                   |

Le conseil municipal était composé de quinze membres dont le maire et deux adjoints,. Ces conseillers intègrent au complet le conseil municipal de Souleuvre-en-Bocage le 1er janvier 2016 jusqu'en 2020 et Jean-Pierre Raoult devient maire délégué. À partir de 2016, les maires de la commune sont des maires délégués appartenant au conseil Municipal de Souleuvre-en-Bocage

## Démographie
En 2022, la commune comptait 986 habitants. Depuis 2004, les enquêtes de recensement dans les communes de moins de 10 000 habitants ont lieu tous les cinq ans (en 2005, 2010, 2015, etc. pour Le Bény-Bocage) et les chiffres de population municipale légale des autres années sont des estimations.
Le Bény-Bocage dépasse pour la première fois les 1 000 habitants en 2009.
| 1793 | 1800 | 1806 | 1821 | 1831 | 1836 | 1841 | 1846 | 1851 |
| ---- | ---- | ---- | ---- | ---- | ---- | ---- | ---- | ---- |
| 711  | 655  | 852  | 848  | 830  | 901  | 862  | 870  | 866  |

| 1856 | 1861 | 1866 | 1872 | 1876 | 1881 | 1886 | 1891 | 1896 |
| ---- | ---- | ---- | ---- | ---- | ---- | ---- | ---- | ---- |
| 821  | 836  | 836  | 834  | 835  | 866  | 857  | 808  | 823  |

| 1901 | 1906 | 1911 | 1921 | 1926 | 1931 | 1936 | 1946 | 1954 |
| ---- | ---- | ---- | ---- | ---- | ---- | ---- | ---- | ---- |
| 817  | 802  | 729  | 669  | 652  | 685  | 655  | 711  | 706  |

| 1962 | 1968 | 1975 | 1982 | 1990 | 1999 | 2005 | 2010  | 2015  |
| ---- | ---- | ---- | ---- | ---- | ---- | ---- | ----- | ----- |
| 668  | 640  | 635  | 774  | 846  | 938  | 946  | 1 033 | 1 032 |

| 2018  | - | - | - | - | - | - | - | - |
| ----- | - | - | - | - | - | - | - | - |
| 1 059 | - | - | - | - | - | - | - | - |

## Économie et tourisme
La commune du Bény-Bocage fait partie de la destination touristique du Bocage normand : randonnées pédestres, viaduc de la Souleuvre (avec luge sur rails), Bowl de skate de Bény, gorges de la Vire…

## Lieux et monuments

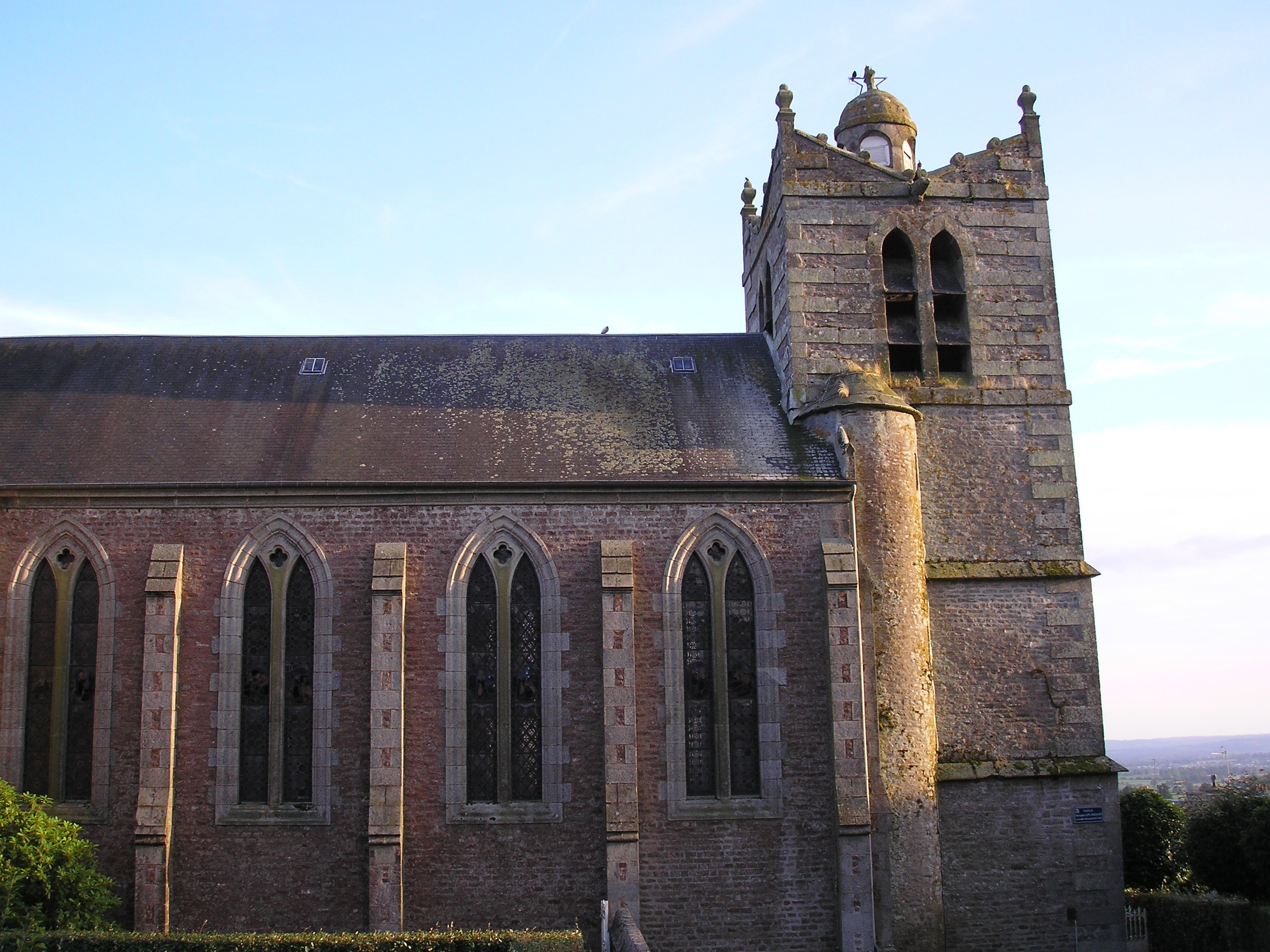
L'église Sainte-Honorine.

- Église Sainte-Honorine, du XVIIe siècle, en granite et schiste.
- Halle aux grains et au beurre en granit.
- Place du Marché, avec sa fontaine en granit. L'ensemble, en schiste et granit, souvent fleuri.
- Plan d'eau, lieu de promenade et de détente, minigolf, aire de jeux, Bowl de skate, terrain de boules (Les Petites Haises).
- La mairie, inaugurée le 5 juin 1875.
- À proximité : le viaduc de la Souleuvre.

## Activité et manifestations

### Jumelages
Krzywiń (Pologne) depuis 1995.

### Loisirs
- Une bibliothèque municipale.
- Une galerie Art et Déco, installée sous la Halle aux Grains.
- Une aire de jeux pour les enfants de 18 mois à 12 ans.

### Sports
L'Étoile sportive du Bény-Bocage fait évoluer deux équipes de football en divisions de district.
Près du plan d'eau, la commune dispose d'un skate bowl, unique dans la région, inauguré le 28 mai 2013. Le site propose également des équipements de fitness pour les adolescents et les adultes.

## Personnalités liées à la commune
- Guillaume Maubenc (XIe siècle), seigneur du Bény, possible compagnon de Guillaume le Conquérant, et sa descendance.
- Gaston de Renty (1611 au château de Bény - 1649), homme de sciences, militaire, puis grand homme de foi.